# Радио-реклама
Радијска реклама, скраћено радио-реклама, јесте врста маркетинга путем којег се промовишу производи, услуге, организације, фирме, компаније, идеје, итд. преко радијских таласа. Многе радијске рекламе су производи маркетинг агенције, које обично не припадају радијској станици. Време у којем ће се реклама путем радио-таласа објавити слушаоцима се купује од радио-станице. Неретко се дешава да маркетинг агенција која своју рекламу рекламира путем одређене радио-станице, уместо куповине временског термина, промовише ту исту радио-станицу бесплатно.

## Временски термини
Куповина времена за радијску рекламу је обично у трајању од тридесет или шездесет секунди. При куповини временских термина, увек се има у виду да су најбољи они термини када је велик број слушаоца на послу или кући. Најбољи временски термини би били рано ујутру, пре поднева, када су људи увелико на послу и током касних поподнева, након ручка, а пре вечерњих вести. Велике радио-станице су технички способне да саме продуцирају рекламе, па се у тим случајевима потпуно заобиђе маркетинг агенција као посредник. Ово је обично случај са радио-станицама које промовишу локалну радњу или фирму, а заузврат радња или фирма купе одређено време током редовног програма.
Када је реч о промовисању путем радијских таласа, три ствари треба узети у обзир:
1. Треба опрезно бирати радијску станицу, тј. изабрати ону станицу која је најслушанија код публике којој се производ жели продати.
2. Реклама мора бити довољно креативна како би запала слушаоцу за ухо.
3. Реклама мора бити поновљена довољни број пута, како би је слушалац регистровао. У радијским круговима, ово понављање рекламе се назива Фреквенција.

У САД, прва радијска реклама је пуштена у етар путем радијских таласа станице ВЕАФ (данашње ВФАН) у Њујорку 28. августа 1922. године. Реклама је промовисала Квинсборо корпорацију за некретнине. Десетоминутну рекламу је читао Х. М. Блеквел, тадашњи представник и радник Квинсборо корпорације.

## Радијске рекламе у СФРЈ
На просторима бивше СФРЈ, радијске рекламе су имале посебан значај. Послератна СФРЈ је видела веома спор економски развој отежан уништеном инфраструктуром, те су многа села и омања насеља имала само по један радио. Како је економија бивала стабилнија, тако се и продаја радио-апарата знатно повећала. Како је радио био знатно јефтинији од телевизијских уређаја, и тиме приступачнији грађанству, радијска реклама је имала изузетно важну улогу. Радио-станице су објављивале вести, разноразна политичка дешавања, обавештења и информације, и радио рекламе. Неке радио рекламе, иако већ деценијама старе, су и дан данас остале упамћене у свим републикама бивше СФРЈ.
Рекламе које су се могле чути седамдесетих, осамдесетих и раних деведесетих година 20. века на простору бивше СФРЈ (касније су направљене и ТВ рекламе):
Ја сам оно тесто
што се троши често,
И слано и слатко,
а зовем се кратко - Игло ПКБ! Игло!
(реклама почетком и средином осамдесетих, Игло ПКБ)
Пит'о гавран на дрвету чворка
што то значи велика четворка
Слатко слатко
као оптимизам
Хајдук, Звезда, Динамо, Партизан
прави Пионир
из Суботице само!
(~ 1985. године. Предузеће за производњу чоколаде, бомбона и пецива, Пионир, Суботица)
Цедевита, здравија од златног жита,
освежава, цедевита, витамина чаша сита.
Ако те неко за здравље пита, реци само - Цедевита!
(рекламирало се осамдесетих и раних деведесетих година. Предузеће за инстант напитке из Загреба)
Југодрво, угодрво, годрво, одрво, дрво, рво, во, о!
(реклама средином осамдесетих и раних деведесетих година. Предузеће за намештај и дрвену прераду, Југодрво, Београд)
Мала соба три са три,
а шта у њу ставити?
Лако је за размештај
када имаш намештај!
(реклама раних осамдесетих. Предузеће за намештај и прераду дрвета Стандард, БиХ)
АСОДЕНТ - паста права,
АСОДЕНТ - мирно спава,
АСОДЕНТ - здрави су зуби,
АСОДЕНТ - ма најлепше се љуби!
(на Македонском језику)
АСОДЕНТ - забите ги мие,
АСОДЕНТ - мирно се спие,
АСОДЕНТ - забите се здрави,
АСОДЕНТ - за бакнези прави!
(реклама са средине осамдесетих. Асодент - паста за зубе. Предузеће Алкалоид, Скопље, Македонија)
Краш Експрес познат свима,
Чаробни се цртеж скрива.
Ујутру за добар дан, добар дан,
Увече за добар сан, добар сан.
Краш Експрес је без дилеме,
за колаче, торте, креме.
Краш Експрес нам годи свима,
било љето или зима.
(реклама средином осамдесетих. Предузеће Краш, Загреб)